# Паннонський ярус
Паннонський ярус, Паннон (рос. паннонский ярус, паннон, англ. Pannonian, нім. Pannonien n) — відклади Віденського басейну (верхній міоцен — середній пліоцен), які включають частину сарматського, мейотичного, понтійського та дакійського ярусів. Аналоги Паннонського ярусу є в Українських Карпатах. Від латинського “Pannonia” (Паннонія) — назва римської провінції (західна частина Угорщини, північна частина колишньої Югославії, східна частина Австрії). 